# Braunschweiger Turn- und Sportverein Eintracht von 1895 1968-1969
Questa voce raccoglie le informazioni riguardanti il Braunschweiger Turn- und Sportverein Eintracht von 1895 nelle competizioni ufficiali della stagione 1968-1969.

## Stagione
Nella stagione 1968-1969 l'Eintracht Braunschweig, allenato da Helmuth Johannsen, concluse il campionato di Bundesliga al 4º posto. In Coppa di Germania l'Eintracht Braunschweig fu eliminato agli ottavi di finale dal Werder Brema.

## Rosa
| N. |                     | Ruolo | Calciatore       |
| -- | ------------------- | ----- | ---------------- |
|    | Germania (bandiera) | P     | Burkhardt Öller  |
|    | Germania (bandiera) | P     | Horst Wolter     |
|    | Germania (bandiera) | D     | Joachim Bäse     |
|    | Germania (bandiera) | D     | Wolfgang Grzyb   |
|    | Germania (bandiera) | D     | Peter Kaack      |
|    | Germania (bandiera) | D     | Franz Merkhoffer |
|    | Germania (bandiera) | D     | Walter Schmidt   |
|    | Germania (bandiera) | C     | Horst Berg       |
|    | Germania (bandiera) | C     | Gerhard Elfert   |

| N. |                     | Ruolo | Calciatore      |
| -- | ------------------- | ----- | --------------- |
|    | Germania (bandiera) | C     | Michael Polywka |
|    | Germania (bandiera) | A     | Jaro Deppe      |
|    | Germania (bandiera) | A     | Bernd Dörfel    |
|    | Germania (bandiera) | A     | Klaus Gerwien   |
|    | Germania (bandiera) | A     | Erich Maas      |
|    | Germania (bandiera) | A     | Gerd Saborowski |
|    | Germania (bandiera) | A     | Lothar Ulsaß    |
|    | Germania (bandiera) | A     | Hartmut Weiß    |

## Organigramma societario
Area tecnica
- Allenatore: Helmuth Johannsen
- Allenatore in seconda: Heinz Patzig
- Preparatore dei portieri:
- Preparatori atletici:

## Calciomercato

### Sessione estiva
| Acquisti | Acquisti     | Acquisti  | Acquisti |
| R.       | Nome         | da        | Modalità |
| -------- | ------------ | --------- | -------- |
| A        | Bernd Dörfel | Amburgo   |          |
| A        | Hartmut Weiß | Stoccarda |          |

| Cessioni | Cessioni        | Cessioni  | Cessioni |
| R.       | Nome            | a         | Modalità |
| -------- | --------------- | --------- | -------- |
| A        | Hans-Georg Dulz | Aarau     |          |
| D        | Wolfgang Simon  | Wolfsburg |          |

## Risultati

### Bundesliga

#### Girone di andata
| Arbitro: | Malka |

|           |           |  |
| Ulsaß 25’ | Marcatori |  |

| Arbitro: | Deuschel |

|  |           |                      |
|  | Marcatori | 57’ Weiß 72’ Polywka |

| Arbitro: | Betz |

|                                |           |                           |
| Weiß 69’, 85’ Ulsaß 83’ (rig.) | Marcatori | 19’, 90’ Kröner 79’ Weber |

| Arbitro: | Kindervater |

|  |           |          |
|  | Marcatori | 79’ Weiß |

| Braunschweig 7 settembre 1968, ore 15:30 CET 5ª giornata | Eintracht Braunschweig | 0 – 0 referto | Duisburg | Stadion an der Hamburger Straße (18 000 spett.)\| Arbitro: \| Aldinger \| |
| Arbitro:                                                 | Aldinger               |               |          |                                                                           |

| Arbitro: | Tschenscher |

|              |           |                                    |
| Claessen 76’ | Marcatori | 16’, 74’ Weiß 25’ Polywka 27’ Maas |

| Arbitro: | Hennig |

|                          |           |                     |
| Larsson 25’ Weidmann 64’ | Marcatori | 4’ Dörfel 33’ Ulsaß |

| Arbitro: | Hillebrand |

|                |           |                            |
| Deppe 34’, 89’ | Marcatori | 41’ Starek 51’, 85’ Müller |

| Arbitro: | Eschweiler |

|                          |           |             |
| Zebrowski 9’ Höttges 57’ | Marcatori | 32’ Polywka |

| Arbitro: | Heumann |

|                                          |           |                                     |
| Weiß 2’ Ulsaß 51’ Dörfel 58’ Gerwien 75’ | Marcatori | 36’ Emmerich 41’ Held 72’ Neuberger |

| Arbitro: | Schreiner |

|                        |           |  |
| Hornig 24’ Overath 77’ | Marcatori |  |

| Arbitro: | Weyland |

|  |           |                        |
|  | Marcatori | 33’ Strehl 77’ Küppers |

| Arbitro: | Niemeyer |

|  |           |          |
|  | Marcatori | 86’ Weiß |

| Braunschweig 9 novembre 1968, ore 15:30 CET 14ª giornata | Eintracht Braunschweig | 0 – 0 referto | Borussia M'gladbach | Stadion an der Hamburger Straße (15 000 spett.)\| Arbitro: \| Ott \| |
| Arbitro:                                                 | Ott                    |               |                     |                                                                      |

| Arbitro: | Hillebrand |

|             |           |           |
| Skoblar 29’ | Marcatori | 31’ Kaack |

| Arbitro: | Binder |

|                                         |           |  |
| Polywka 37’ (rig.) Weiß 44’ Gerwien 57’ | Marcatori |  |

| Arbitro: | Kindervater |

|  |           |          |
|  | Marcatori | 36’ Maas |

#### Girone di ritorno
| Amburgo 11 gennaio 1969, ore 15:30 CET 18ª giornata | Amburgo  | 0 – 0 referto | Eintracht Braunschweig | Volksparkstadion (23 000 spett.)\| Arbitro: \| Krumnack \| |
| Arbitro:                                            | Krumnack |               |                        |                                                            |

| Arbitro: | Handwerker |

|                        |           |  |
| Weiß 20’, 33’ Bäse 68’ | Marcatori |  |

| Berlino 3 aprile 1969, ore 20:00 CET 20ª giornata | Hertha Berlino | 0 – 0 referto | Eintracht Braunschweig | Stadio Olimpico (55 000 spett.)\| Arbitro: \| Linn \| |
| Arbitro:                                          | Linn           |               |                        |                                                       |

| Arbitro: | Hilker |

|          |           |  |
| Weiß 10’ | Marcatori |  |

| Arbitro: | Schumann |

|             |           |             |
| Huttary 17’ | Marcatori | 21’ Schmidt |

| Arbitro: | Geng |

|                         |           |  |
| Berg 71’ Saborowski 77’ | Marcatori |  |

| Arbitro: | Schulz |

|          |           |                             |
| Weiß 68’ | Marcatori | 31’ Haug 51’ (aut.) Polywka |

| Arbitro: | Eschweiler |

|                              |           |            |
| Brenninger 24’ Ohlhauser 72’ | Marcatori | 30’ Dörfel |

| Arbitro: | Aldinger |

|  |           |                               |
|  | Marcatori | 73’ Görts 77’ Rupp 80’ Lorenz |

| Arbitro: | Kreitlein |

|                                |           |           |
| Kurrat 11’ (rig.) Emmerich 73’ | Marcatori | 86’ Grzyb |

| Arbitro: | Deuschel |

|                    |           |          |
| Ulsaß 21’ Maas 22’ | Marcatori | 37’ Löhr |

| Arbitro: | Köhler |

|                  |           |  |
| Nüssing 34’, 71’ | Marcatori |  |

| Arbitro: | Fritz |

|                      |           |                  |
| Berg 33’ Polywka 78’ | Marcatori | 37’, 62’ Kondert |

| Arbitro: | Fritz |

|             |           |            |
| Schäfer 50’ | Marcatori | 34’ Dörfel |

| Arbitro: | Niemeyer |

|                             |           |                        |
| Weiß 12’ Grzyb 39’ Maas 64’ | Marcatori | 8’, 73’ Zobel 81’ Loof |

| Arbitro: | Riegg |

|                                               |           |  |
| Hasebrink 5’ Friedrich 40’ Kentschke 50’, 52’ | Marcatori |  |

| Arbitro: | Köhler |

|                    |           |          |
| Weiß 25’ Ulsaß 49’ | Marcatori | 23’ Heiß |

### Coppa di Germania
| Arbitro: | Siepe |

|                  |           |  |
| Ulsaß 11’ (rig.) | Marcatori |  |

| Arbitro: | Malka |

|                                                        |           |  |
| Schweighöfer 19’ Bjørnmose 34’ Görts 38’, 69’ Rupp 57’ | Marcatori |  |

## Statistiche

### Statistiche di squadra
| Competizione      | Punti | In casa | In casa | In casa | In casa | In casa | In casa | In trasferta | In trasferta | In trasferta | In trasferta | In trasferta | In trasferta | Totale | Totale | Totale | Totale | Totale | Totale | DR |
| Competizione      | Punti | G       | V       | N       | P       | Gf      | Gs      | G            | V            | N            | P            | Gf           | Gs           | G      | V      | N      | P      | Gf     | Gs     | DR |
| ----------------- | ----- | ------- | ------- | ------- | ------- | ------- | ------- | ------------ | ------------ | ------------ | ------------ | ------------ | ------------ | ------ | ------ | ------ | ------ | ------ | ------ | -- |
| Bundesliga        | 37    | 17      | 8       | 5       | 4       | 29      | 23      | 17           | 5            | 6            | 6            | 17           | 20           | 34     | 13     | 11     | 10     | 46     | 43     | +3 |
| Coppa di Germania | -     | 1       | 1       | 0       | 0       | 1       | 0       | 1            | 0            | 0            | 1            | 0            | 5            | 2      | 1      | 0      | 1      | 1      | 5      | -4 |
| Totale            | 37    | 18      | 9       | 5       | 4       | 30      | 23      | 18           | 5            | 6            | 7            | 17           | 25           | 36     | 14     | 11     | 11     | 47     | 48     | -1 |

### Andamento in campionato
| Giornata  | 1 | 2 | 3 | 4 | 5 | 6 | 7 | 8 | 9 | 10 | 11 | 12 | 13 | 14 | 15 | 16 | 17 | 18 | 19 | 20 | 21 | 22 | 23 | 24 | 25 | 26 | 27 | 28 | 29 | 30 | 31 | 32 | 33 | 34 |
| --------- | - | - | - | - | - | - | - | - | - | -- | -- | -- | -- | -- | -- | -- | -- | -- | -- | -- | -- | -- | -- | -- | -- | -- | -- | -- | -- | -- | -- | -- | -- | -- |
| Luogo     | C | T | C | T | C | T | T | C | T | C  | T  | C  | T  | C  | T  | C  | T  | T  | C  | T  | C  | T  | C  | C  | T  | C  | T  | C  | T  | C  | T  | C  | T  | C  |
| Risultato | V | V | N | V | N | V | N | P | P | V  | P  | P  | V  | N  | N  | V  | V  | N  | V  | N  | V  | N  | V  | P  | P  | P  | P  | V  | P  | N  | N  | N  | P  | V  |
| Posizione | 7 | 4 | 3 | 3 | 3 | 2 | 3 | 3 | 3 | 3  | 3  | 5  | 4  | 4  | 4  | 4  | 3  | 3  | 3  | 3  | 2  | 2  | 2  | 2  | 4  | 6  | 6  | 5  | 6  | 6  | 6  | 3  | 5  | 4  |

Legenda:

Luogo: C = Casa; T = Trasferta. Risultato: V = Vittoria; N = Pareggio; P = Sconfitta.

### Statistiche dei giocatori
| Giocatore     | Bundesliga | Bundesliga | Bundesliga  | Bundesliga | Coppa di Germania | Coppa di Germania | Coppa di Germania | Coppa di Germania | Totale   | Totale | Totale      | Totale     |
| Giocatore     | Presenze   | Reti       | Ammonizioni | Espulsioni | Presenze          | Reti              | Ammonizioni       | Espulsioni        | Presenze | Reti   | Ammonizioni | Espulsioni |
| ------------- | ---------- | ---------- | ----------- | ---------- | ----------------- | ----------------- | ----------------- | ----------------- | -------- | ------ | ----------- | ---------- |
| H. Berg       | 24         | 2          | 0           | 0          | 2                 | 0                 | 0                 | 0                 | 26       | 2      | 0           | 0          |
| J. Bäse       | 17         | 1          | 0           | 0          | 1                 | 0                 | 0                 | 0                 | 18       | 1      | 0           | 0          |
| J. Deppe      | 5          | 2          | 0           | 0          | 1                 | 0                 | 0                 | 0                 | 6        | 2      | 0           | 0          |
| B. Dörfel     | 34         | 4          | 0           | 0          | 2                 | 0                 | 0                 | 0                 | 36       | 4      | 0           | 0          |
| G. Elfert     | 11         | 0          | 0           | 0          | 0                 | 0                 | 0                 | 0                 | 11       | 0      | 0           | 0          |
| K. Gerwien    | 23         | 2          | 0           | 0          | 2                 | 0                 | 0                 | 0                 | 25       | 2      | 0           | 0          |
| W. Grzyb      | 33         | 2          | 0           | 0          | 2                 | 0                 | 0                 | 0                 | 35       | 2      | 0           | 0          |
| P. Kaack      | 26         | 1          | 0           | 0          | 2                 | 0                 | 0                 | 0                 | 28       | 1      | 0           | 0          |
| E. Maas       | 32         | 4          | 0           | 0          | 2                 | 0                 | 0                 | 0                 | 34       | 4      | 0           | 0          |
| F. Merkhoffer | 12         | 0          | 0           | 0          | 0                 | 0                 | 0                 | 0                 | 12       | 0      | 0           | 0          |
| J. Moll       | 17         | 0          | 0           | 0          | 0                 | 0                 | 0                 | 0                 | 17       | 0      | 0           | 0          |
| M. Polywka    | 29         | 5          | 0           | 0          | 1                 | 0                 | 0                 | 0                 | 30       | 5      | 0           | 0          |
| G. Saborowski | 10         | 1          | 0           | 0          | 1                 | 0                 | 0                 | 0                 | 11       | 1      | 0           | 0          |
| W. Schmidt    | 25         | 1          | 0           | 0          | 2                 | 0                 | 0                 | 0                 | 27       | 1      | 0           | 0          |
| L. Ulsaß      | 30         | 6          | 0           | 0          | 2                 | 1                 | 0                 | 0                 | 32       | 7      | 0           | 0          |
| H. Weiß       | 33         | 15         | 0           | 0          | 1                 | 0                 | 0                 | 0                 | 34       | 15     | 0           | 0          |
| H. Wolter     | 26         | 0          | 0           | 0          | 2                 | 0                 | 0                 | 0                 | 28       | 0      | 0           | 0          |
| B. Öller      | 8          | 0          | 0           | 0          | 1                 | 0                 | 0                 | 0                 | 9        | 0      | 0           | 0          |